# Porangaba (kommun)
Porangaba är en kommun i Brasilien.   Den ligger i delstaten São Paulo, i den södra delen av landet, 800 km söder om huvudstaden Brasília. Antalet invånare är 8 333.
Följande samhällen finns i Porangaba:
- Porangaba

Omgivningarna runt Porangaba är huvudsakligen savann. Runt Porangaba är det glesbefolkat, med 15 invånare per kvadratkilometer.